# Sorin aukio
La place de Sori (finnois : Sorin aukio) est une place située dans le centre de Tampere en Finlande.

## Présentation
La place, située dans la partie sud du quartier de Kyttälä, est délimitée par la route d'Hatanpää, Suvantokatu, Tuomiokirkonkatu et Vuolteenkatu,.
À l'extrémité orientale de la place se trouve l'église orthodoxe de Tampere (1898),.
Le terminus de la ligne 4 du métro léger de Tampere sera achevé du côté ouest en 2021,.